# Lyssomanes vinocurae
Lyssomanes vinocurae là một loài nhện trong họ Salticidae.
Loài này thuộc chi Lyssomanes. Lyssomanes vinocurae được María Elena Galiano miêu tả năm 1996.